# State Line (condado de Bedford)
State Line es un área no incorporada ubicada en el condado de Bedford en el estado estadounidense de Pensilvania. State Line se encuentra ubicada justo al norte de Cumberland, Maryland.

## Geografía
State Line se encuentra ubicada en las coordenadas 39°43′30.88″N 78°46′1.8″O / 39.7252444, -78.767167.